# الکساندر لیخوالد
الکساندر لیخوالد (اوکراینی: Олександр Анатолійович Ліхвальд؛ زادهٔ ۱ ژانویهٔ ۱۹۷۸) ورزشکار وزنه‌برداری اهل اوکراین است.